# تومي جونسون (ممثل)
تومي جونسون (بالسويدية: Tommy Johnson)‏ هو ممثل سويدي، ولد في 5 ديسمبر 1931 بستوكهولم في السويد، وتوفي بنفس المكان في 17 يوليو 2005.

## وصلات خارجية
- تومي جونسون على موقع IMDb (الإنجليزية)
- تومي جونسون على موقع قاعدة بيانات الأفلام السويدية (السويدية)
- تومي جونسون على موقع قاعدة بيانات الفيلم (الإنجليزية)